# Вязьмикин, Игорь Викторович
И́горь Ви́кторович Вязьми́кин (8 января 1966, Москва — 30 октября 2009, Москва) — советский и российский хоккеист. Мастер спорта международного класса.

## Биография
Родился в Москве. С шести лет стал заниматься в школе ЦСКА. Первый тренер — Юрий Моисеев. Параллельно занимался в футбольной школе у Альберта Шестернева. Только в 13 лет определился, что станет хоккеистом.
Когда Игорю было 12 лет, погиб его старший брат, который занимался в дубле московского «Спартака».[уточнить]
В 16 лет Вязьмикин попал в главную команду ЦСКА. В первой же игре за основу против «Сокола» забросил шайбу.
После юниорского ЧМ-86, где стал чемпионом и вошёл в символическую сборную, был заявлен на взрослый ЧМ-86 в одной тройке с Константиновым и Каменским. Однако за день до начала турнира получил травму ноги при отрабатывании игры в большинстве — в игровом моменте Константинов толкнул Гусарова, а тот наехал на ногу Вязьмикину. В итоге — 8 швов и запрет врачей на участие в ЧМ.
В 1989 году, после ухода из ЦСКА Моисеева, перешёл в «Химик». Всего в чемпионатах СССР — 182 игры, 50 шайб.
В 1990 году перешёл в клуб НХЛ «Эдмонтон Ойлерз», который выбрал его на драфте в 1987. При этом, испортил отношения с главным тренером «Химика» Владимиром Васильевым.
Как заявлял позже Вязьмикин, в «Эдмонтон» он попал в неудачный период — в период смены поколений. Из-за этого закрепиться в команде было невозможно, а проявить себя так и не дали (всего провел 4 игры, забросил 1 шайбу). Был отправлен в фарм-клуб из города Сидней, где провел сезон. Потом полгода играл в ИХЛ, в «Милуоки Эдмиралз», затем в фарм-клубе «Лос-Анджелес Кингз» — «Финиксе».
В итоге, поняв, что в НХЛ ему не попасть, уехал играть в Данию («Рунгстед»), позже играл в Италии, в одной команде с Сергеем Сорокиным — в «Фассе». В сезоне 1996/97 играл за «Ильвес» у Владимира Юрзинова-младшего.
В 1997 году вернулся в Россию, выступал за ХК ЦСКА и «Северсталь» в 1998-99 гг. Всего в эти два сезона 43 матча, 9 голов, 11 передач.
В 2000-х годах работал тренером, был наставником молодёжного состава московского «Спартака».
После убийства старшего брата стал злоупотреблять алкоголем. В последние годы тяжело болел, скончался 30 октября 2009 года. Похоронен на Лианозовском кладбище в Москве.

## Семья
Был женат, жена Алла, сын Руслан. Мать — Мария Фроловна.